# Divisões de Bangladesh
Bangladesh consiste de uma série de áreas administrativas, chamadas divisões (bibhag), cada uma nomeada, após sua respectiva capital.
- Barisal (বরিশাল Borishal)
- Chatigão (চট্টগ্রাম Chôţţogram)
- Daca (ঢাকা Đhaka)
- Khulna (খুলনা Khulna)
- Rajshahi (রাজশাহী Rajshahi)
- Sylhet (সিলেট Sileţ)

Cada divisão é ainda dividida em distritos (zila) as quais são posteriormente, subdivididas em Upazilas.

## História

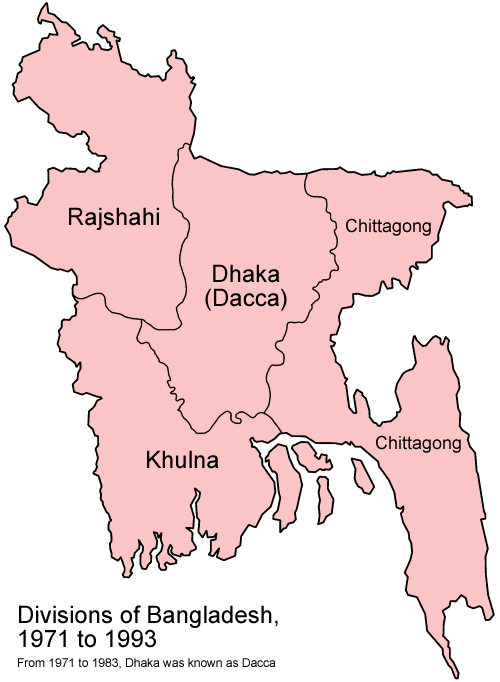
Divisões de Bangladesh 1971-1993

Após a independência de Bangladesh em 1971, o país foi dividido em quatro divisões:
- Chatigão (চট্টগ্রাম Chôţţogram)
- Daca (ঢাকা Đhaka)
- Khulna (খুলনা Khulna)
- Rajshahi (রাজশাহী Rajshahi)

Em 1983, a ortografia em inglês da divisão de Dacca (Daca) (juntamente com o nome da cidade capital) foi alterado para Dhaka a mais parecida com a pronúncia Bangla.
Em 1993, a divisão Barisal foi dividida a partir de Khulna e novamente em 1998, a divisão Sylhet foi dividida a partir de Chatigão que deu origem as 6 divisões que existem hoje.

## Lista de divisões
A tabela a seguir descreve algumas estatísticas importantes sobre as oito divisões de Bangladesh, conforme encontradas no Censo de População e Habitação de 2011, realizado pelo Departamento de Estatística de Bangladesh.
| Divisão              | Sede       | Subdivisões | Subdivisões | Subdivisões        | Área (km2) | População (2011) | Densidade (pessoas/ km2) (2011) |
| Divisão              | Sede       | Distritos   | Upazilas    | Conselhos da União | Área (km2) | População (2011) | Densidade (pessoas/ km2) (2011) |
| -------------------- | ---------- | ----------- | ----------- | ------------------ | ---------- | ---------------- | ------------------------------- |
| Barisal (divisão)    | Barisal    | 6           | 39          | 333                | 13,225.20  | 8,325,666        | 613                             |
| Chatigão (divisão)   | Chatigão   | 11          | 101         | 949                | 33,908.55  | 29,145,000       | 831                             |
| Daca (divisão)       | Daca       | 13          | 123         | 1,248              | 20,593.74  | 49,729,000       | 1,751                           |
| Khulna (divisão)     | Khulna     | 10          | 59          | 270                | 22,284.22  | 15,687,759       | 699                             |
| Mymensingh (divisão) | Mymensingh | 4           | 34          | 350                | 10,584.06  | 11,370,000       | 1,074                           |
| Rajshahi (divisão)   | Rajshahi   | 8           | 70          | 558                | 18,153.08  | 18,485,858       | 1,007                           |
| Rangpur (divisão)    | Rangpur    | 8           | 58          | 536                | 16,184.99  | 15,787,758       | 960                             |
| Sylhet (divisão)     | Sylhet     | 4           | 38          | 334                | 12,635.22  | 9,807,000        | 779                             |
| Total 8              | -          | 64          | 522         | 4,576              | 147,571.00 | 158,338,041      | 1,106                           |

## Divisões propostas
Mais duas divisões foram propostas para aliviar a carga de trabalho administrativo devido ao aumento da população:
- Comilla (divisão) – foi proposto consistir em seis distritos do noroeste da atual Divisão de Chatigão, anteriormente conhecida como Região de Comilla.
- Faridpur (divisão) – proposto para consistir em cinco distritos do sul da Divisão de Daca existente.